# Summerteeth
Summerteeth es el tercer álbum de estudio de la banda de Chicago de rock alternativo Wilco. Lanzado a través de Reprise Records el 9 de marzo de 1999, el álbum presenta grandes influencias en su letra de la literatura del siglo XX, como así los problemas matrimoniales del cantante Jeff Tweedy. A diferencia de los álbumes anteriores, Summerteeth se sobregrabó muchas veces en el estudio con Pro Tools. Tweedy y Jay Bennett crearon la mayor parte del álbum en el estudio, en contraste con los discos anteriores del grupo, que se ensayaban en directo y se grababan en una vez.
Pese a la aclamación de la crítica de numerosas publicaciones tales como Allmusic, The Chicago Tribune y The Village Voice, Summerteeth vendió aproximadamente 200 000 copias —un modesto número en comparación a las ventas de su álbum de 1996 Being There—. Wilco acordó remezclar «Can't Stand It» junto a David Kahne para satisfacer al mercado de las radios, pero el sencillo no tuvo mucha difusión.

## Historia

### Inspiración
Wilco lanzó Being There en 1996, que alcanzó un éxito comercial mayor que su álbum debut, A.M. y llegó a vender 300 000 copias (casi el doble de su primer trabajo). Tras la gira promocional de Being There, Wilco comenzó a grabar temas para un tercer álbum. Las primeras sesiones para Summerteeth se llevaron a cabo en noviembre de 1997 en el estudio de Willie Nelson en Spicewood, Texas. El cantante principal Jeff Tweedy estaba particularmente exaltado durante la grabación debido a que se sentía molesto porque no podía pasar mucho tiempo con su esposa e hijo por las constantes giras que se programaban. Como resultado, las canciones grabadas reflejaban una visión introvertida que recibió influencias de la literatura que Tweedy leía en ese entonces. Durante la gira, Tweedy leía libros de Henry Miller, William H. Gass y John Fante. Según el vocalista:

«Definitivamente quería mejorar mi modo de escribir y estas cosas pasaron en forma simultánea cuando trataba de leer [cosas] mejores. Escribiría toneladas de material en mi cabeza para luego olvidarlo. [En] algunas canciones de Being There creo que nunca escribí [en una hoja] las letras. [...] Para combatir esto, empecé a escribir palabras en un papel y a inventar melodías que combinaran. El escribir y poner más palabras en mi cabeza puso más palabras en mi boca cuando encendía el grabador para cantar».

### Grabación y producción

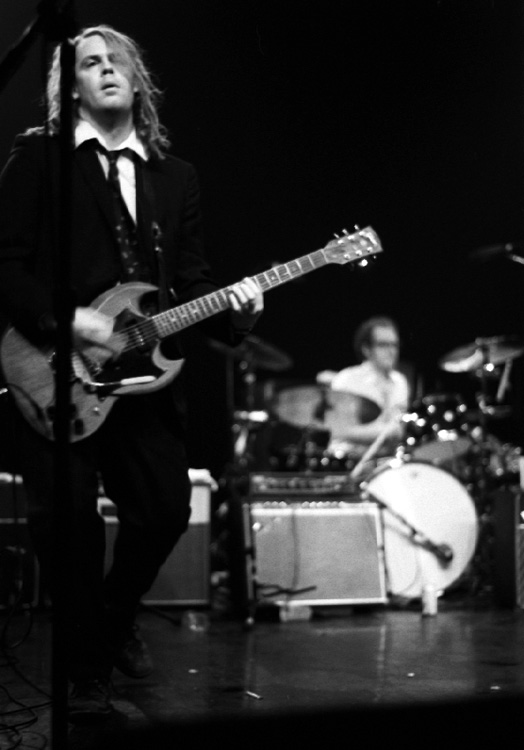
En las sesiones para Summerteeth, Tweedy comenzó a confiar mucho en las habilidades del multiinstrumentista Jay Bennett.

Las sesiones aportaron un buen número de canciones, entre las que se cuentan «I'm Always in Love», «She's a Jar» y la balada sobre un asesinato inspirada por Henry Miller «Via Chicago». La relación de Tweedy con su esposa Sue Miller fue la inspiración para muchas canciones, aunque se la describió en forma negativa en la mayoría de las veces. Miller accedió a regañadientes a otorgarle la licencia creativa a Tweedy para escribir canciones, pero estaba preocupada por versos como she begs me not to hit her («me ruega que no le pegue») en «She's a Jar». Para complementar las letras «audaces pero depresivas» del disco, Tweedy confió mucho en las habilidades de producción del multiinstrumentista Jay Bennett, quien tocaba una amplia variedad de instrumentos, más allá de la guitarra principal y el teclado, tales como el mellotron, la pandereta y sintetizadores. Bennett tocaba hasta el bajo y la batería cuando el bajista John Stirrat y el baterista Ken Coomer no estaban en el estudio. Sin embargo, antes de finalizar el álbum, Wilco decidió colaborar con Billy Bragg en el álbum que se convertiría en Mermaid Avenue.
Una vez que las sesiones para Mermaid Avenue finalizaron, Wilco ingresó en los estudios Kingsize Soundlabs de Chicago junto a los ingenieros de sonido Dave Trumfio y Mike Hagler para terminar Summerteeth. Tweedy y Bennett querían comenzar las sesiones de nuevo para experimentar una nueva forma de mezclar las canciones. A diferencia del material anterior, que se había tocado en directo en el estudio, ambos sobregrabaron muchos temas utilizando Pro Tools. Como resultado, las contribuciones de los otros miembros se vieron opacadas. Coomer no estaba conforme con este papel reducido en la banda:

«[...] John y yo nos sentimos dejados de lado. Era sólo Jeff and Jay nutriéndose mutuamente, no sólo musicalmente, sino con otros vicios. Había una unión consolidándose y no sólo se trataba de la música.Jeff no iba a rehabilitación [por su adicción a los calmantes] pero debería haberlo hecho, en mi opinión. Jay tomaba calmantes, antidepresivos y no estaba en una mejor posición. La banda estaba diferente. Eso no era una banda, [sino] sólo dos tipos perdiendo la cabeza en el estudio».

Tras unos cambios en el personal, Reprise Records buscó lanzar un sencillo exitoso del disco para incrementar las ventas. Wilco aceptó hacer esto «una vez y sólo una vez» debido a que querían cooperar con la discográfica que les daba tanta libertad. La banda y los ejecutivos de Reprise acordaron remezclar «Can't Stand It» para hacerla más apropiada para las radios. En tan sólo un día, el tema se remezcló para crear la versión que figura en Summerteeth, a la que se le quitaron algunas partes del puente y se le añadieron campanas. «Can't Stand It» no logró pasar de Adult album alternative a las estaciones de rock moderno.

## Recepción

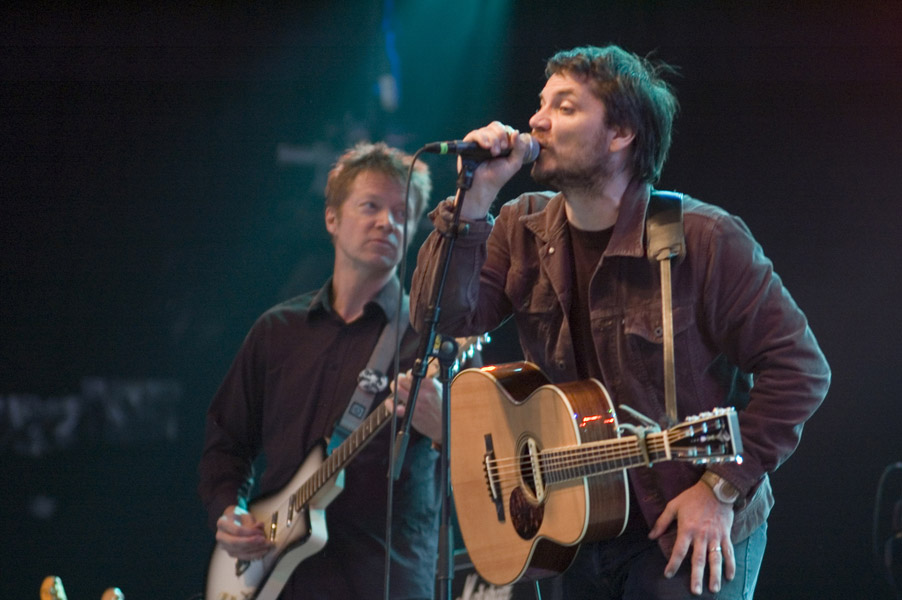
Wilco durante un concierto en directo de 2007.

Summerteeth llegó al número 78 del Billboard 200, aunque no superó el éxito comercial de Being There. Sin embargo, fue su primer álbum en ingresar al Top 40 en el Reino Unido. Hacia 2003, había vendido únicamente 200 000 copias. El álbum llegó al octavo puesto de la encuesta anual de críticos Pazz & Jop de 1999 y Pitchfork Media lo ubicó en la posición 31 de su lista de los mejores álbumes de la década de 1990.
Jason Ankeny de Allmusic dio al álbum cinco estrellas y elogió sus «exuberantes arreglos de cuerdas y sus espléndidas armonías». Ankey también comparó la música del álbum con las primeras etapas de The Band. El crítico de Pitchfork Media Neil Lieberman elogió cómo Wilco «elaboró un álbum maravillosamente ambiguo y bellamente incierto como es la vida misma» y cómo Bennett «pintó el álbum en Technicolor». Robert Christgau otorgó al álbum una mención de honor de dos estrellas y lo llamó «[un conjunto] de melodías elaboradas a la antigua al que no le faltan pedales de acero —a quién le importa— pero la concreción del pop moderno lo evita». El crítico de Chicago Tribune Greg Kot defendió el álbum en su reseña, lo llamó el mejor álbum del año y comentó que se trata de un «pop tan magnífico, que se contrasta con la complicada experimentación en el estudio que lo trajo a la vida». La crítica de Entertainment Weekly comentó que el disco contiene «baladas conmovedoras de medio tiempo que hubiera sido correcto que estuviesen en una lista top 10 de 1975» y le otorgó una calificación de «A». La reseña de Rolling Stone comentó que «Wilco usa el estudio como un instrumento, desarrollando minipelículas en la imaginación, mezclando y después doblando el sonido de las guitarras, la batería y el arreglo económico de los teclados vintage». Además, la reseña comparó a la banda con Brian Eno, Beck y The Beatles y otorgó al disco la calificación de 4,5 sobre 5 estrellas.

## Lista de canciones
1. «Can't Stand It» (Tweedy, Bennett) – 3:46
2. «She's a Jar» (Tweedy, Bennett) – 4:43
3. «A Shot in the Arm» (Tweedy, Bennett, Stirratt) – 4:19
4. «We're Just Friends» (Tweedy, Bennett, Stirratt) – 2:44
5. «I'm Always in Love» (Tweedy, Bennett) – 3:41
6. «Nothing'severgonnastandinmyway(again)» (Tweedy, Bennett, Stirratt) – 3:20
7. «Pieholden Suite» (Tweedy, Bennett) – 3:26
8. «How to Fight Loneliness» (Tweedy, Bennett) – 3:53
9. «Via Chicago» (Tweedy) – 5:33
10. «ELT» (Tweedy, Bennett) – 3:46
11. «My Darling» (Tweedy, Bennett) – 3:38
12. «When You Wake Up Feeling Old» (Tweedy) – 3:56
13. «Summer Teeth» (Tweedy, Bennett) – 3:21
14. «In a Future Age» (Tweedy, Bennett) – 2:57

Pistas ocultas
1. Sin título – 0:23
2. «Candyfloss» (Tweedy, Bennett) – 2:57
3. «A Shot in the Arm» (versión alternativa) (Tweedy, Bennett, Stirratt) – 3:54

### Lista de canciones del disco alternativo
1. «I Must Be High»
2. «Pick Up the Change»
3. «Passenger Side»
4. «Monday (Demo Version)»
5. «I Got You (At the End of the Century)»
6. «Hotel Arizona»
7. «Outtasite (Outta Mind) - en directo»
8. «Someone Else's Song"
9. «Red Eyed and Blue - en directo»
10. «Box Full of Letters - en directo»
11. «Why Would You Wanna - en directo»
12. «Forget The Flowers - en directo»
13. «The Lonely 1»
14. «Sunken Treasure - en directo»
15. «At My Window Sad and Lonely»
16. «Blasting Fonda»

## Créditos
- Jeff Tweedy – canto, guitarra, sintetizadores, bajo, armónica, pandereta, armonías vocales
- Jay Bennett – órgano, sintetizador, banjo, percusión, piano, batería, guitarra, teclado, pandereta, campanas, armonías vocales
- John Stirratt – bajo, armonías vocales
- Ken Coomer – batería, timbales
- Leroy Bach – piano
- Dave Crawford – trompeta
- Mark Greenberg – vibráfono
- Mitch Easter, Chris Grainger, Larry Greenhill, Mike Hagler, Russ Long, David Trumfio – ingenieros de sonido
- David Kahne, Jim Scott – mezcla
- Mike Scotella – asistente
- Steve Chadie – asistente
- Lawrence Azerrad – trabajo artístico, diseño gráfico